# Detrás da Sombra
Detrás da Sombra é a primeira obra de Yegamino, autor natural de Lisboa. É uma obra inserida no género da poesia, publicada pela Corpos Editora no mês de Dezembro de 2009 como parte da colecção "O Espelho Desta Hora", com distribuição em Portugal. Apresenta, ao longo de 56 páginas, diversos poemas e prosas poéticas em três idiomas, escritos pelo autor na sua adolescência. A sessão pública de lançamento ocorreu no dia 31 de Janeiro de 2010, no Fórum FNAC Alfragide.

## Sinopse
No título, a sombra refere-se a tudo o que se esconde por detrás da aparência, quer a humana quer a das coisas. Revelar o que está "detrás da sombra" implica revelar os sentimentos de ódio, frustração, depressão, assim como sentimentos de amor, amizade e desejo de paz, todos eles comuns à humanidade como um todo. 